# Menen Asfaw

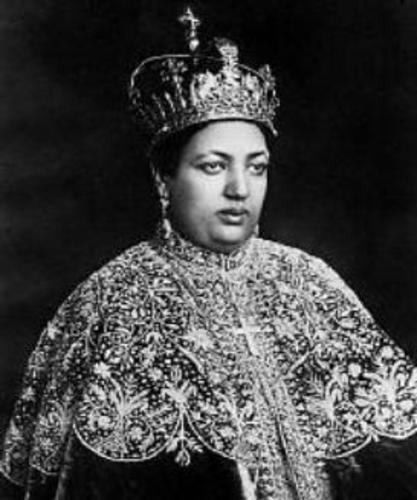
Krönungsporträt Menens II.

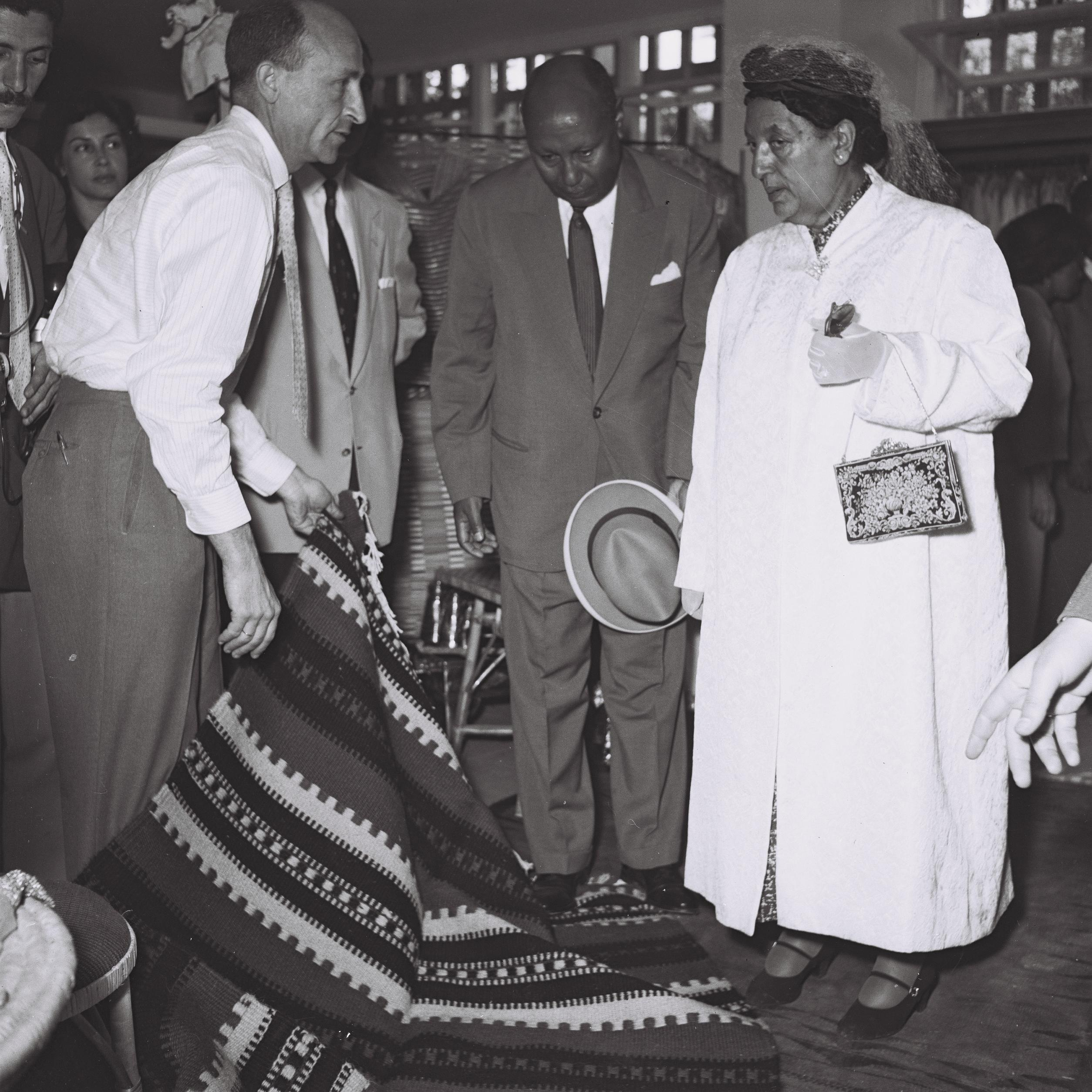
Menen 1959 in Israel

Itege Menen Asfaw (amharisch እቴጌ መነን አስፋው; geboren 25. März 1889 in Egua, Wollo; gestorben 15. Februar 1962 in Addis Abeba) war die zweite Frau Haile Selassies und als Menen II. Kaiserin von Äthiopien.

## Leben

### Jugend und Ehen
Menen entstammte einer Oromo-Adelsfamilie. Ihr Großvater war der einflussreiche Negus Mikael von Wollo; dessen Sohn, der nie gekrönte Kaiser Iyasu V., war ihr Onkel. Dessen Bruder war Jantirar Asfaw.
Menen heiratete zunächst den Dejazmach Ali von Cherecha, von dem sie wieder geschieden wurde. Ihr zweiter Mann wurde der Dejazmach Amede Ali Aba-Deyas, der unerwartet starb. Beide Adligen stammten aus Wollo, beiden gebar Menen zwei Kinder. Ihr Großvater arrangierte eine dritte Ehe mit Ras Lul Seged. Es ist unsicher, ob diese dritte Heirat vollzogen wurde und sie sich wieder scheiden ließ, oder ob es bei einer Verlobung blieb.
Menen heiratete auf Wunsch Iyasus und Mikaels im Juli 1911 im Alter von 22 Jahren Ras Täfäri Makonnen, welcher 1930 als Haile Selassie Kaiser Äthiopiens wurde. Die offizielle Geschichtsschreibung erwähnt keine zuvorige Ehen. Im Gegensatz zu dem Hochzeitsbild, welches sie in orientalischem Prunk zeigte, trug sie später in der Regel schlichtere, teils europäische Kleidung.
Mit Haile Selassie hatte sie sechs Kinder:
- Prinzessin Tenagne Worq (* 30. Januar 1913; † 6. April 2003)
- Prinz Asfa Wossen (* 27. Juli 1916; † 17. Januar 1997)
- Prinzessin Zannaba Worq (* 25. Juli 1918; † 25. März 1933)
- Prinzessin Tsahai Worq (* 13. Oktober 1919; † 17. August 1942)
- Prinz Makonnen (* 16. Oktober 1923; † 13. Mai 1957)
- Prinz Sahle Selassie (* 27. Februar 1931; † 23. April 1962)

### Kaiserin
Als Kaiserin übernahm Menen zahlreiche repräsentative Aufgaben und stärkte und verkörperte ein modernes Frauenbild im traditionellen Äthiopien. So gründete sie 1931 die erste Hochschule für Mädchen und besuchte Schulen, Mütter- und Kinderheime. Durch den Abessinienkrieg wurde das Kaiserpaar ins Exil gezwungen, bis sie nach der Rückeroberung Italienisch-Ostafrikas 1941 wieder zurückkehren konnten. Erneut stiftete sie Hilfswerke für Kriegswitwen und Heime für kriegsversehrte Kinder.
1953 stiftete Selassie den Orden der guten Ehemänner. Auf Wunsch von Menen wurde er selbst erster Träger des Großkreuzes dieses Ordens.